# Gidle (gemeente)
De gemeente Gidle is een landgemeente in het Poolse woiwodschap Łódź, in powiat Radomszczański.
De zetel van de gemeente is in Gidle.
Op 30 juni 2004 telde de gemeente 6661 inwoners.

## Oppervlaktegegevens
In 2002 bedroeg de totale oppervlakte van gemeente Gidle 116,32 km², waarvan:
- agrarisch gebied: 59%
- bossen: 32%

De gemeente beslaat 8,06% van de totale oppervlakte van de powiat.

## Demografie
Stand op 30 juni 2004:
| Omschrijving                   | Totaal | Totaal | Vrouwen | Vrouwen | Mannen | Mannen |
| ------------------------------ | ------ | ------ | ------- | ------- | ------ | ------ |
| eenheid                        | aantal | %      | aantal  | %       | aantal | %      |
| inwoners                       | 6661   | 100    | 3300    | 49,5    | 3361   | 50,5   |
| bevolkingsdichtheid (inw./km²) | 57,3   | 57,3   | 28,4    | 28,4    | 28,9   | 28,9   |

In 2002 bedroeg het gemiddelde inkomen per inwoner 1358,13 zł.

## Administratieve plaatsen (sołectwo)
Borowa, Ciężkowice, Chrostowa, Gidle, Gowarzów, Górka, Graby, Kajetanowice, Kotfin, Ludwików, Michałopol, Piaski, Pławno, Ruda, Stanisławice, Stęszów, Włynice, Wojnowice, Wygoda, Zabrodzie, Zagórze.

## Overige plaatsen
Młynek, Huby Kotfińskie, Niesulów, Skrzypiec, Borki, Spalastry, Górki-Kolonia, Lasek-Kolonia, Zielonka, Strzała, Ojrzeń.

## Aangrenzende gemeenten
Dąbrowa Zielona, Kłomnice, Kobiele Wielkie, Kruszyna, Radomsko, Żytno